# Hüseyin Hüsnü Kılkış
Hüseyin Hüsnü Kılkış (* 1881 in Kilkis, Griechenland; † 1946 in Ankara) war ein türkischer Generalleutnant des Heeres (Türk Kara Kuvvetleri).

## Leben
Kılkış diente als Offizier in der Armee des Osmanischen Reiches und nahm als Oberst (Albay) im Generalstab zwischen 1920 und 1923 am Türkischen Befreiungskrieg teil. Dort war er an der Westfront während des Griechisch-Türkischen Krieges stellvertretender Chef des Stabes und zuletzt Kommandeur der 6. Brigade.
Nach der Gründung der Republik Türkei am 29. Oktober 1923 wurde Kılkış in das Heer übernommen und zuletzt zum Generalleutnant (Korgeneral) befördert. Kurz vor seinem Tod wurde er 1946 in den Ruhestand verabschiedet.

## Weblink
- Eintrag in Kim Kimdir? (Seitenaufruf am 7. September 2016)

| Personendaten    | Personendaten              |
| ---------------- | -------------------------- |
| NAME             | Kılkış, Hüseyin Hüsnü      |
| KURZBESCHREIBUNG | türkischer Generalleutnant |
| GEBURTSDATUM     | 1881                       |
| GEBURTSORT       | Kilkis, Griechenland       |
| STERBEDATUM      | 1946                       |
| STERBEORT        | Ankara                     |